# نمرة 2 يكسب (مسرحية)
نمرة 2 يكسب هي مسرحية كوميدية مصرية من إخراج كمال ياسين وبطولة محمد عوض، عبد المنعم مدبولي، ميمي جمال، محمد رضا، خيرية أحمد، فيفي يوسف والسيد راضي.

## طاقم العمل
- محمد عوض بدور ناصح / وجدي / سوسو الارنوطي
- عبد المنعم مدبولي بدور تحسين المالح
- ميمي جمال بدور سامية
- محمد رضا بدور رستم
- خيرية أحمد بدور حميدة
- فيفي يوسف بدور انشراح
- السيد راضي بدور توفيق البلاسي - المحامي